# Lou Kaplan Trophy
Die Lou Kaplan Trophy ist eine Auszeichnung im Eishockey, die von 1973 bis 1979 jährlich an  den besten Rookie der World Hockey Association (WHA) verliehen wurde.

## Preisträger
| Jahr | Spieler        | Team                |
| ---- | -------------- | ------------------- |
| 1979 | Wayne Gretzky  | Edmonton Oilers     |
| 1978 | Kent Nilsson   | Winnipeg Jets       |
| 1977 | George Lyle    | New England Whalers |
| 1976 | Mark Napier    | Toronto Toros       |
| 1975 | Anders Hedberg | Winnipeg Jets       |
| 1974 | Mark Howe      | Houston Aeros       |
| 1973 | Terry Caffery  | New England Whalers |